# Sarcòfag de Cerveteri

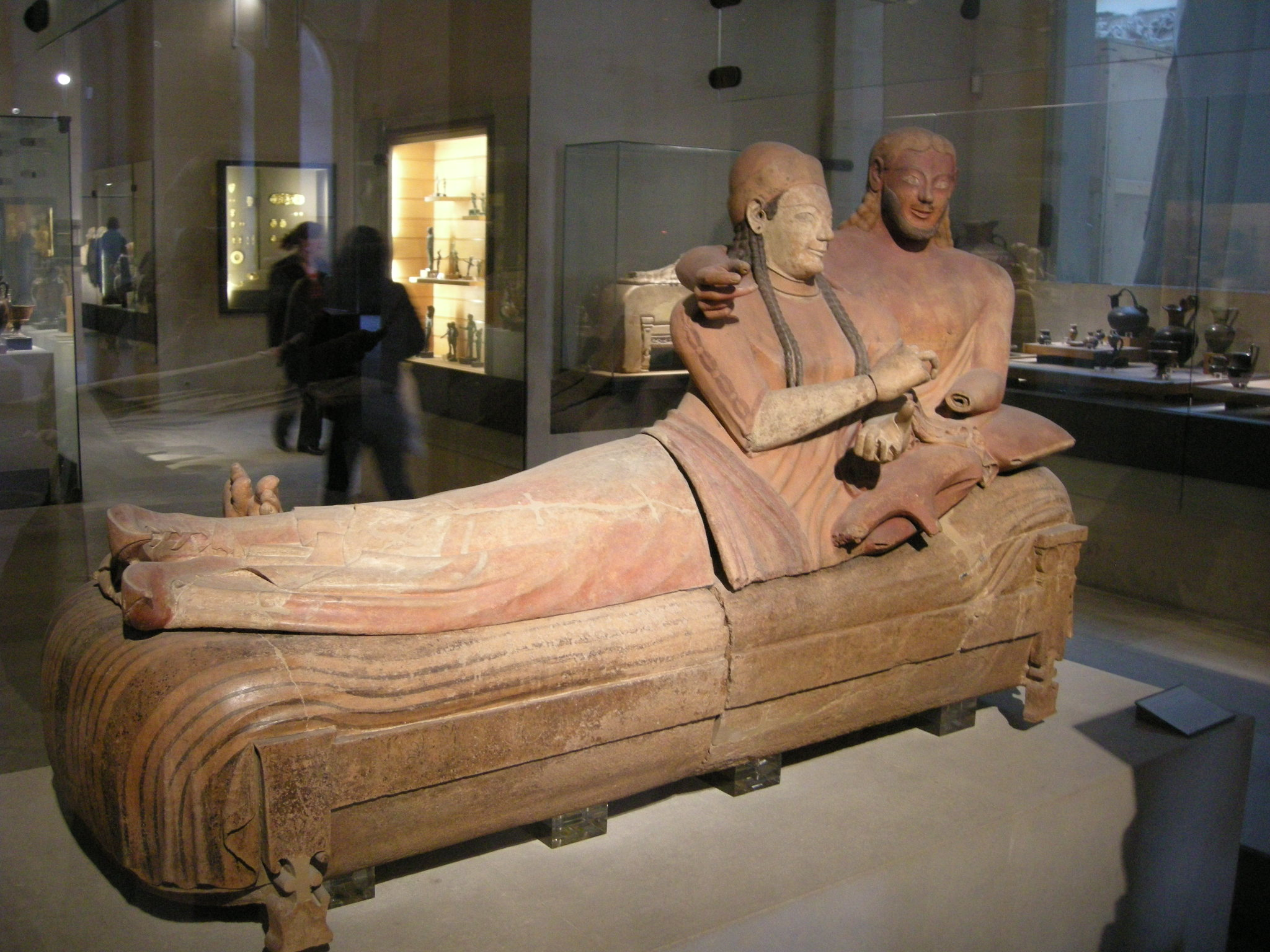
Vista completa

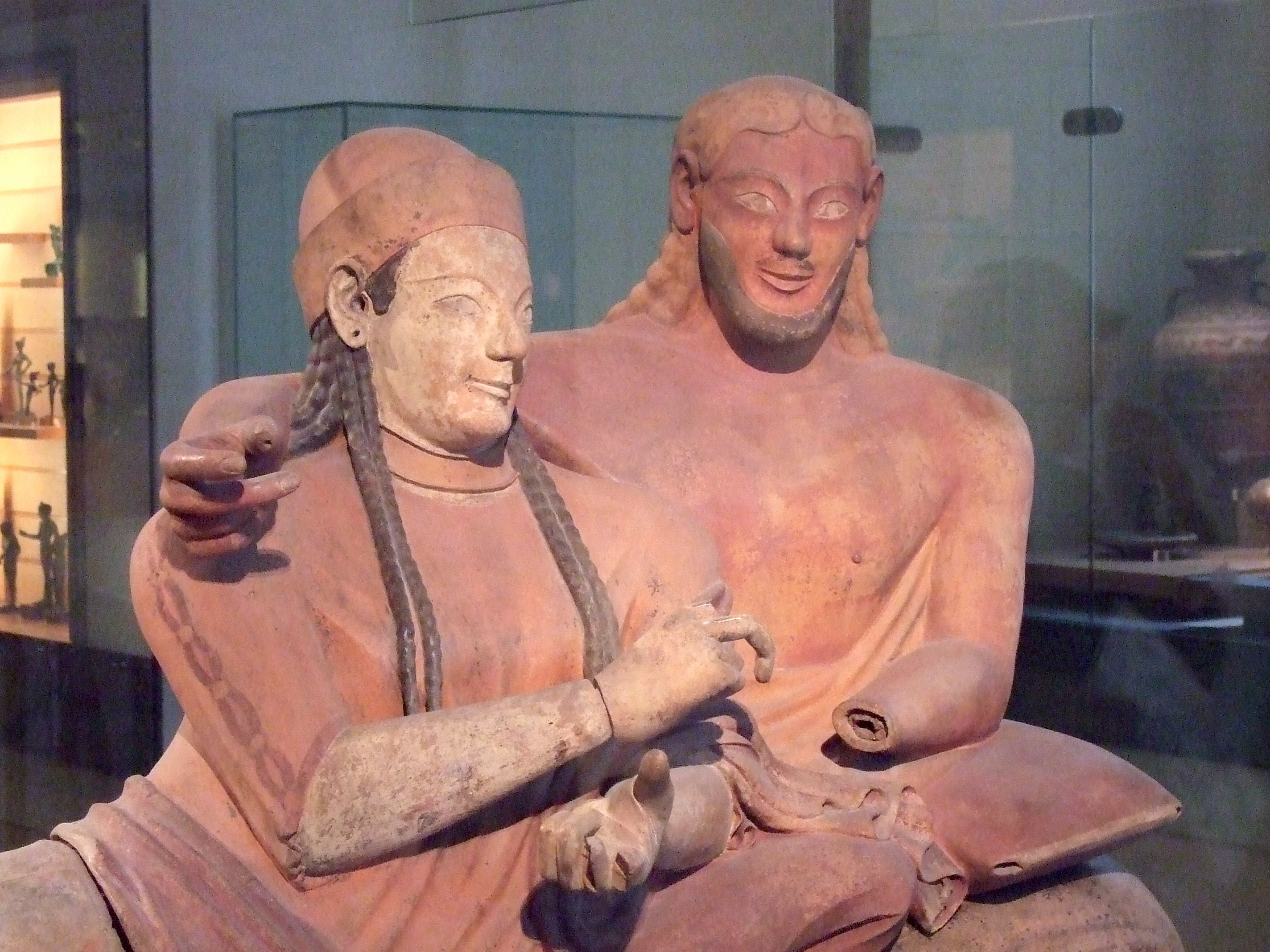
Detall dels busts

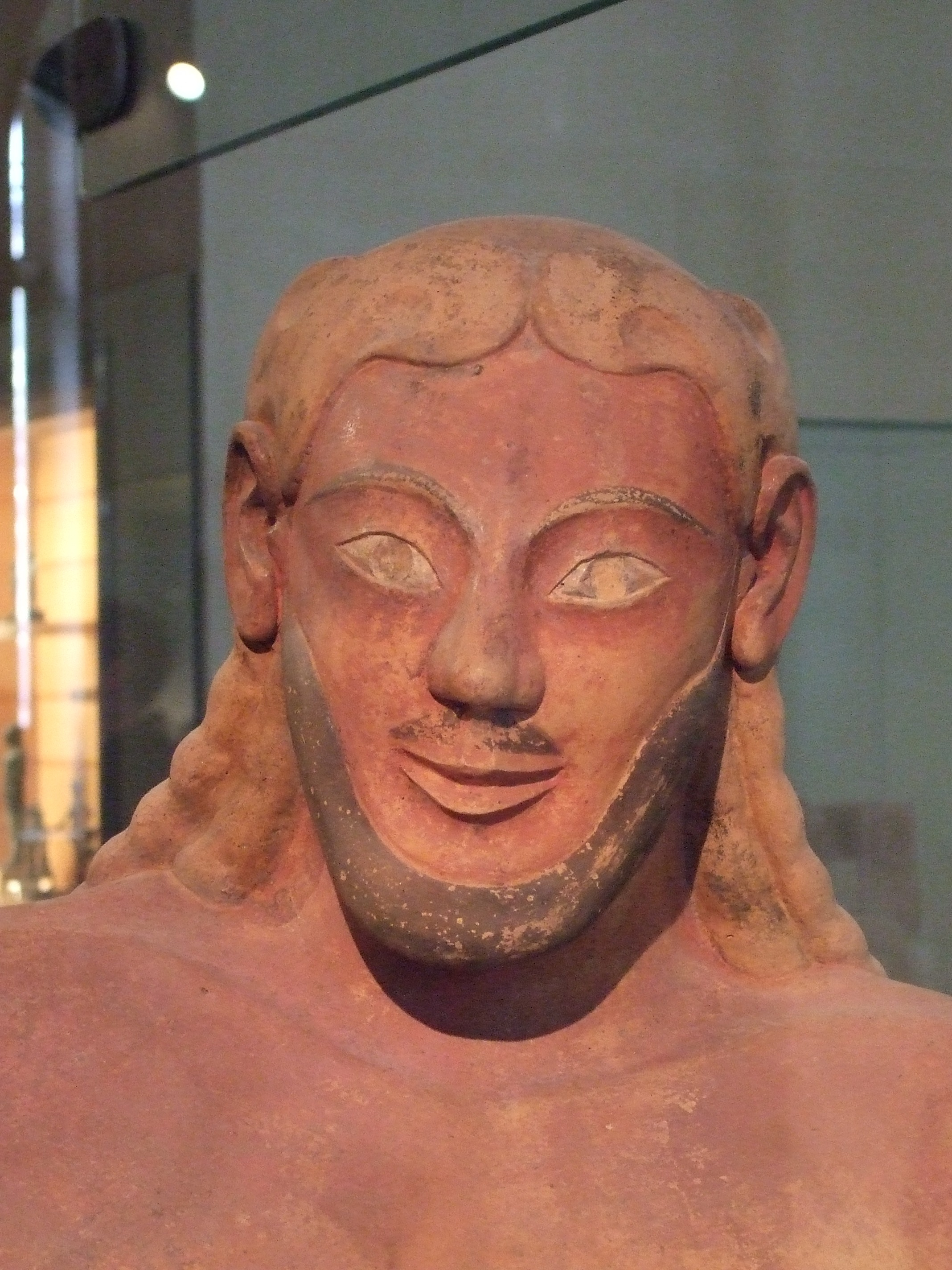
Detall del cap de l'home

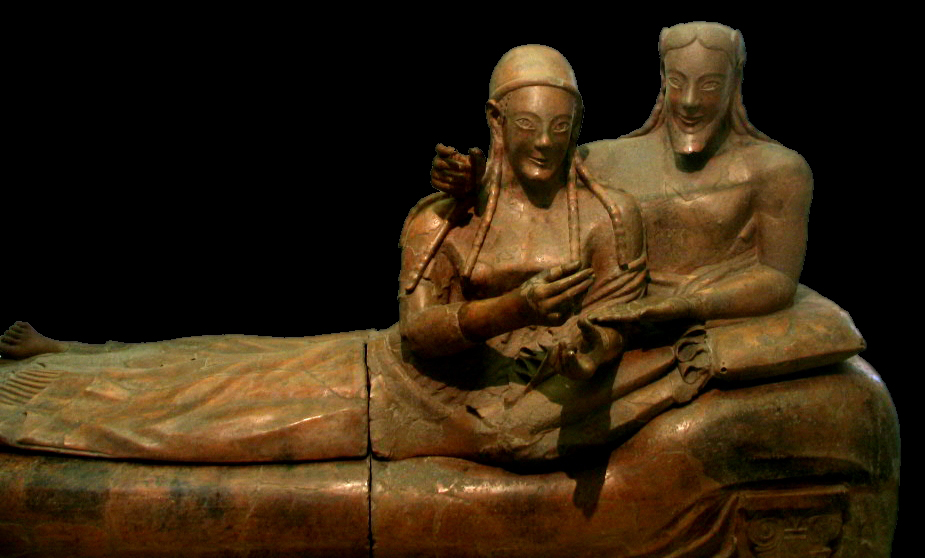
Exemplar al Museu Nacional Etrusc Vil·la Júlia, a Roma

El Sarcòfag de Cerveteri (no el confongueu amb el Sarcòfag dels esposos), és una urna funerària monumental etrusca de terracota (al principi policroma) que es troba al Museu del Louvre, a París. Representa dos esposos ficats al llit en posició per a un banquet etrusc.

## Història
Aquesta peça etrusca, del tipus «Sarcòfag dels esposos», del qual hi ha alguns exemplars, s'elaborà a Caere cap a l'any 520 ae. Els descobrí en la necròpoli de Banditaccia de Cerveteri, al Laci, cap al 1850 el marqués Giampietro Campana.
L'exemplar del Museu del Louvre es trobava al 1845 en l'antiga col·lecció Campana, i l'adquirí Napoleó III de França el 1861 per al Museu del Louvre.

## Descripció
Aquest tipus d'urna funerària s'adapta a les tradicions etrusques associades al culte als morts: l'urna té forma de gerro i una tapadora, en què s'elabora una escultura del difunt en posició de banquet, ficat al llit sobre un triclini, viu, somrient, amb el colze esquerre sobre odres de vi, les cames abrigades.
La primera particularitat d'aquesta obra és la talla, 1,11 m x 0,69 m x 1,94 m, que induí al seu descobridor a donar-li el nom de sarcòfag. Una altra urna funerària del mateix tipus, el «Sarcòfag dels esposos», de dimensions més reduïdes, alçada 56 cm, amplària 28 cm, profunditat 58 cm, fou descoberta al mateix lloc.
L'escultura també exposa la importància de la dona en la societat etrusca, traduïda ací en les proporcions i la posa semblant a la de l'espòs.

## Anàlisi
El sarcòfag és una prova formal d'una estètica etrusca original, en què el simbolisme s'imposa sobre l'estricta representació proporcionada del cos humà: la intimitat de la relació conjugal es tradueix en una diferència d'alçades dels cossos, que es mantenen propers, i es fonen després a la part inferior de l'obra, «en un llarg arabesc que es va aplanant».